# Rhamphomyia dasypoda
Rhamphomyia dasypoda är en tvåvingeart som beskrevs av Steyskal 1964. Rhamphomyia dasypoda ingår i släktet Rhamphomyia och familjen dansflugor.
Artens utbredningsområde är Missouri. Inga underarter finns listade i Catalogue of Life.